# 13668 Tanner
13668 Tanner è un asteroide della fascia principale. Scoperto nel 1997, presenta un'orbita caratterizzata da un semiasse maggiore pari a 2,2898242 UA e da un'eccentricità di 0,1299808, inclinata di 3,95005° rispetto all'eclittica.